# Nemecká
Nemecká (in tedesco Deutschendorf; in ungherese Garamnémetfalva) è un comune della Slovacchia facente parte del distretto di Brezno, nella regione di Banská Bystrica.

## Storia
Il villaggio venne fondato da coloni tedeschi nel 1281 (Teutschendorf) qui giunti alla ricerca di giacimenti di ferro. 
Nel gennaio del 1945 a Nemecká vi furono massacri con centinaia di vittime, fra ebrei, partigiani dell'Insurrezione nazionale slovacca e rom. 
Del comune fa parte anche la frazione di Dubová (in tedesco Sankt Nikolaus; in ungherese Szentmiklós).